# Berenguier de Saint-Plancat
Berenguier de Saint-Plancat o Béringuier de Saint-Planquat (fl. XIII secolo) è stato un cambiavalute e trovatore occitano, originario di Tolosa.
Fu tra i sette fondatori dell'annuale certame poetico, i Jeux floraux, patrocinato dal Consistori del Gay, tenutosi per la prima volta il primo maggio del 1324 a Tolosa. Gli altri sei trovatori provenivano da classi sociali differenti: Bernart de Panassac (nobile), Guillaume de Lobra (borghese), Pierre de Mejanaserra (cambiavalute), Guillaume de Gontaut (negoziante), Pierre de Camo (negoziante), Bernart Oth (cancelliere alla corte di giustizia di Tolosa)